# Igor González de Galdeano
Igor González de Galdeano Aranzábal (Vitoria, Álava, 1 de noviembre de 1973) es un exciclista español. Profesional entre los años 1995 y 2005, desde 2009 hasta su disolución fue director deportivo principal del equipo de ciclismo vasco el Euskaltel-Euskadi.
Es el hermano menor del también ciclista Álvaro González de Galdeano.
Fue 2.º en la Vuelta a España 1999, en la que ganó dos etapas. También fue 4.º en 2003.
En el Tour de Francia, su mejor resultado fue un 5.º puesto, logrado en 2001 y 2002. En este último, portó el maillot amarillo durante siete días.
Licenciado en Ciencias de la Educación y del Deporte por la Universidad del País Vasco, en 2005 entró como secretario técnico en el conjunto Euskaltel-Euskadi (de categoría UCI ProTour), puesto que compaginó con sus estudios de IVEF en Vitoria. En 2009, pasa a ser, además de secretario técnico, director deportivo principal, confirmándose como máximo responsable del área deportiva del equipo.

## Biografía

### Inicios en el ciclismo
Su relación con el ciclismo empezó de la mano de su tío Jacinto, padre de Iñigo González de Heredia y responsable de su ingreso en la Peña Ciclista Dulantzi a los 13 años.

### Ciclismo aficionado
En 1993 corrió en el equipo amateur del potente Banesto (que en profesionales tenía como jefe de filas a Miguel Induráin), donde coincidió con ciclistas como José María Jiménez y Chente García Acosta. Ese año ganó la Bira, una de las principales vueltas por etapas del calendario amateur, lo que le hizo tomarse más en serio el ciclismo y aparcar sus estudios universitarios de IVEF.
Sin embargo, al igual que corredores como Chechu Rubiera no superó el corte del Banesto (donde militaba Miguel Induráin, bajo la dirección de José Miguel Echávarri y Eusebio Unzué) para dar el salto al campo profesional. Esa decepción hizo que estuviera cerca de dejar el ciclismo.

### Ciclismo profesional

#### Debut en el Euskadi
Galdeano debutó como ciclista profesional en 1995 en el entonces modesto equipo Euskadi (que cumplía su segunda temporada en el pelotón), de la mano de Miguel Madariaga. En el equipo vasco permanecería durante cuatro temporadas.
En 1996, en su segunda temporada como profesional, ganó la 5.ª etapa del GP Sport Noticias, estrenando así su palmarés. En 1997 ganó la 4.ª etapa de los Valles Mineros, y en su última temporada en el equipo, en 1998, ganó la Clásica de Sabiñánigo y la 5.ª etapa de la Vuelta a Galicia.
Durante sus estancia en el Euskadi coincidió con ciclistas como Roberto Laiseka e Íñigo Cuesta, además de su hermano Álvaro.

#### Eclosión en el Vitalicio
Para 1999 fichó por el equipo Vitalicio Seguros dirigido por Javier Mínguez, donde disputaría dos temporadas.
En su primer año en el equipo ganó dos etapas en la Vuelta a España y fue segundo en la general (sólo superado por un Jan Ullrich desatado tras no haber podido disputar el Tour de Francia por una lesión). La primera victoria fue en la etapa prólogo de Murcia, mientras que la segunda la logró en una etapa de montaña con final en Arcalis (Andorra). En la decisiva contrarreloj de Ávila en la penúltima etapa (en la que suponía su última oportunidad de desbancar a Ullrich), Galdeano cedió 3' 44" respecto a alemán, por lo que finalizó en la general a 4' 15" del teutón. Galdeano felicitó a Ullrich y, a pesar de admitir que quizá le había faltado algo de experiencia en algunas situaciones de carrera, se mostró muy contento con sus resultados (segundo en la general y dos etapas), que le convertían en uno de los ciclistas más destacados del momento.
Durante su estancia en el Vitalicio Seguros coincidió con ciclistas como Ángel Casero y Óscar Freire, además de su hermano Álvaro.

#### Periodo junto a Manolo Saiz
Durante su estancia en los equipos de Manolo Saiz (ONCE en 2001-2003 y Liberty Seguros en 2004-2005) coincidió con ciclistas como Abraham Olano, Roberto Heras, Joseba Beloki y David Etxebarría, además de su hermano Álvaro.

##### Días de amarillo y éxito
Para 2001 fichó por la ONCE de Manolo Saiz.
En el Tour de Francia 2001 fue quinto en la general, en una ronda gala en la que su compañero de equipo Joseba Beloki fue tercero.
En el Tour de Francia 2002 fue de nuevo quinto en la general, tras haber vestido el maillot amarillo de líder durante siete días. Su compañero de equipo Joseba Beloki fue segundo en la general, contribuyendo a que ONCE-Eroski ganara la clasificación por equipos, subiendo la formación al completo al podio de los Campos Elíseos de París. Ese mismo año se proclamó campeón de España en contrarreloj y ganó la Vuelta a Alemania, además de ser tercero en el Campeonato del Mundo de contrarreloj, ganando la medalla de bronce.
En la Vuelta a España 2003 la ONCE ganó la primera etapa, una contrarreloj por equipos de 30 kilómetros, y al entrar Galdeano en cabeza del equipo se vistió el primer maillot oro de líder de la carrera, que el siguiente día le sería arrebatado por su propio compañero de equipo Joaquim Rodríguez. En la cuarta etapa se puso de líder otro compañero de equipo, Isidro Nozal, quien a priori partía con el papel de gregario. Sin embargo, Nozal retuvo el maillot oro durante numerosas jornadas y el equipo (Galdeano incluido) empezó a trabajar para él. Finalmente, en la cronoescalada a Abantos disputada en la penúltima etapa, Nozal cedió el liderato y el maillot oro ante el escalador Roberto Heras (líder del US Postal tras haber trabajado de gregario para Lance Armstrong en el Tour de Francia); así, Nozal fue segundo en la general y Galdeano cuarto.

##### Hombre de equipo y retirada
En 2004, tras el abandono de la ONCE como patrocinador principal, el equipo pasó a llamarse Libery Seguros. Manolo Saiz, que continuaba como el máximo responsable de la formación, fichó a Roberto Heras (quien recientemente se había impuesto en la última Vuelta a Nozal y Galdeano) como jefe de filas. Galdeano pasaba así a desempeñara un papel más de hombre de equipo que de líder.
Participó en las pruebas de fondo en carretera y en la de contrarreloj de los Juegos Olímpicos de 2004 celebrados en Atenas.
En la Vuelta a España 2004, Galdeano trabajó como gregario del líder del equipo, Roberto Heras, quien ganó la general de la ronda española. Poco antes había sido tercero en el Campeonato de España de contrarreloj, logrando la medalla de bronce.
En la Vuelta a España 2005, Galdeano volvió a trabajar como gregario de Roberto Heras, quien mantuvo una dura lucha con el ruso Denis Menchov (del Rabobank). Aunque en un primer momento Heras fue declarado ganador de la carrera, subiendo incluso al podio final de Madrid como tal con el maillot oro, fue posteriormente descalificado al dar positivo por EPO y confirmar el contraanálisis este caso de dopaje, por lo que Menchov fue reconocido como el ganador oficial de la carrera, aunque años después se le fue devuelto el título a Roberto Heras.
Al finalizar la temporada 2005 Galdeano anunció su retirada del ciclismo profesional, tras 11 años en la elite del ciclismo.

### Jefe deportivo del Euskaltel
El 1 de noviembre de 2005, se incorporó como nuevo secretario técnico del Euskaltel-Euskadi (de categoría ProTour), equipo en el que años atrás había debutado como ciclista profesional. Galdeano fue contratado por Miguel Madariaga (mánager general de la formación) como máximo responsable deportivo del conjunto, iniciando un nuevo ciclo en la formación. Galdeano anunció asimismo que retomaría sus estudios de IVEF.

#### Con Gorospe y Odriozola
En 2006, en su primera temporada, el equipo tuvo una decepcionante actuación en el Tour de Francia. Poco después, en agosto, la junta directiva, a propuesta del propio Galdeano, decidió no renovar a Julián Gorospe, director deportivo del equipo desde 1998, que terminaba contrato a final de año. A pesar de ello, Gorospe fue apartado del equipo ya en agosto, por lo que no acudió como director deportivo a la Vuelta a España (donde Samuel Sánchez e Igor Antón ganaron sendas etapas) ni al Campeonato de Zúrich (donde ganó Samuel Sánchez, siendo Gorospe comentarista en ETB). El equipo no renovó tampoco a Iban Mayo (una de sus principales figuras), que pasó al Saunier Duval dirigido por Matxín.
En 2007, Jon Odriozola fue ascendido del filial Orbea como nuevo director deportivo del equipo naranja, siendo designado el hermano mayor de Igor, Álvaro González de Galdeano (también exciclista del equipo), como su sustituto en el Orbea. El equipo tuvo una destacada actuación en el Tour de Francia, con dos ciclistas entre los diez primeros de la general (Zubeldia y Astarloza) y subiendo Amets Txurruka al podio de los Campos Elíseos de París por ser el ciclista más combativo en esa edición de la Grande Boucle. En la Vuelta a España, Samuel Sánchez fue tercero en la general (subiendo al podio de Madrid) y ganó tres etapas, incluyendo una contrarreloj especialmente trabajada por Galdeano.
En 2008, Samuel Sánchez varió su preparación, renunciando a la Vuelta a España para participar en el Tour de Francia, en el que fue séptimo. Poco después, el 9 de agosto, el corredor asturiano ganó la medalla de oro en la prueba en ruta de los Juegos Olímpicos celebrados en Pekín. A final de temporada se anunció que Odriozola no sería renovado como director deportivo.

#### Control total
Tras no renovar a Odriozola, el propio Galdeano (recién licenciado en IVEF) se convirtió en el director deportivo principal del equipo (secundado por los directores auxiliares Gorka Gerrikagoitia y Josu Larrazabal), reafirmándose así como el máximo responsable deportivo del Euskaltel-Euskadi al pasar a controlar también la actuación en carrera.
En 2009, en su primera temporada como director deportivo, Mikel Astarloza logró una victoria de etapa en el Tour de Francia al imponerse en la 16.ª etapa (victoria que posteriormente se le sería retirada al confirmarse su positivo por EPO) con final en Bourg-Saint-Maurice.

## Palmarés
| 1998 - Clásica de Sabiñánigo - 1 etapa de la Vuelta a Galicia 1999 - 1 etapa de la Tirreno-Adriático - 2.º en la Vuelta a España, más 2 etapas 2001 - G. P. Mosqueteiros/Rota do Marquês, más 1 etapa - 1 etapa de la Vuelta a Asturias - 1 etapa de la Vuelta a España | 2002 - 1 etapa de la Midi Libre - Vuelta a Alemania - Campeonato de España Contrarreloj - 3.º en el Campeonato Mundial Contrarreloj 2004 - 3.º en el Campeonato de España Contrarreloj |

## Resultados en Grandes Vueltas y Campeonatos del Mundo
Durante su carrera deportiva ha conseguido los siguientes puestos en las Grandes Vueltas y en los Campeonatos del Mundo en carretera:
| Carrera              | Carrera              | 1995 | 1996  | 1997 | 1998 | 1999 | 2000 | 2001 | 2002 | 2003 | 2004 | 2005 |
| -------------------- | -------------------- | ---- | ----- | ---- | ---- | ---- | ---- | ---- | ---- | ---- | ---- | ---- |
|                      | Giro de Italia       | —    | —     | —    | —    | —    | —    | —    | —    | —    | —    | —    |
|                      | Tour de Francia      | —    | —     | —    | —    | —    | —    | 5.º  | 5.º  | —    | 44.º | Ab.  |
|                      | Vuelta a España      | —    | 106.º | 42.º | Ab.  | 2.º  | Ab.  | Ab.  | Ab.  | 4.º  | 96.º | 90.º |
| Mundial en Ruta      | Mundial en Ruta      | —    | —     | Ab.  | —    | —    | —    | —    | —    | Ab.  | —    | —    |
| Mundial Contrarreloj | Mundial Contrarreloj | —    | —     | —    | —    | —    | —    | —    | 3.º  | Ab.  | —    | —    |

―: no participa

Ab.: abandono

## Equipos
- Euskadi/Euskaltel-Euskadi (1995-1998)
  - Euskadi (1995-1997)
  - Euskaltel-Euskadi (1998)
- Vitalicio Seguros (1999-2000)
  - Vitalicio Seguros (1999)
  - Vitalicio Seguros-Grupo Generalli (2000)
- ONCE/Liberty Seguros (2001-2005)
  - ONCE-Eroski-Würth (2001)
  - ONCE-Eroski (2002-2003)
  - Liberty Seguros (2004)
  - Liberty Seguros-Würth Team (2005)